# Rana mortenseni
Rana mortenseni là một loài ếch trong họ Ranidae.
Nó được tìm thấy ở Campuchia và Thái Lan.
Các môi trường sống tự nhiên của chúng là các khu rừng ẩm ướt đất thấp nhiệt đới hoặc cận nhiệt đới, sông, và các khu rừng trước đây bị suy thoái nặng nề. Loài này đang bị đe dọa do mất môi trường sống.

## Hình ảnh

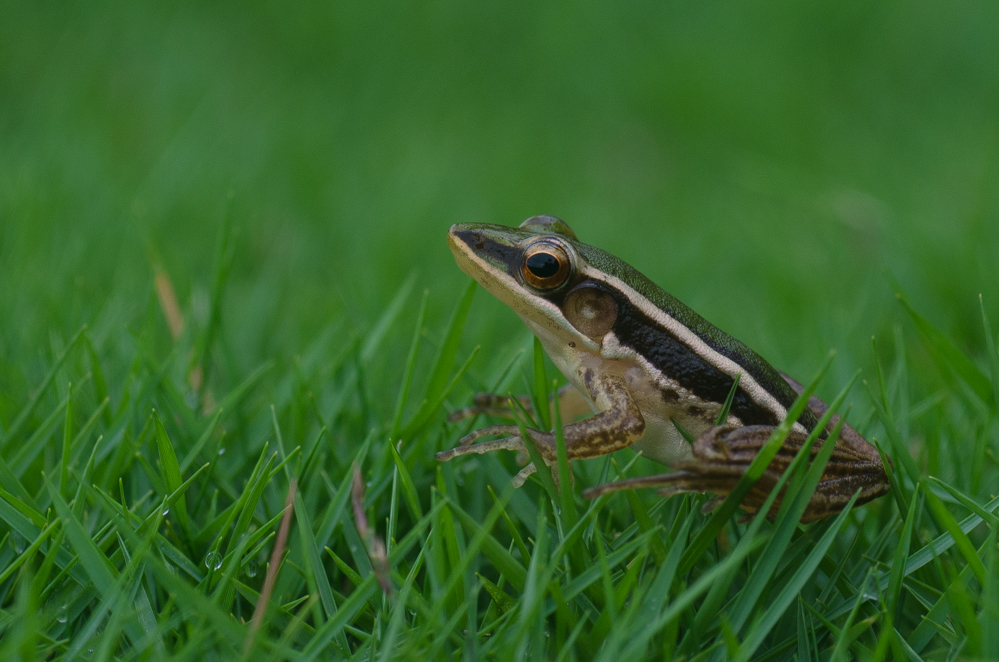